# Maison de la Louve
La « Maison de la Louve » (De Wolf en néerlandais) est une maison de style baroque située au numéro 5 de la Grand-Place de Bruxelles en Belgique, entre les maisons du Sac et du Cornet, sur le côté nord-ouest de la place.
Contrairement aux autres maisons de la Grand-Place, cette maison a été incendiée non pas une mais deux fois : d'abord en 1690, puis en 1695 lors du bombardement de Bruxelles par les troupes françaises commandées par le maréchal de Villeroy : elle a donc été rebâtie successivement deux fois, en 1691 et en 1696. « Au sommet, un phénix doré rappelle que cette maison, comme l'oiseau, ressuscita plusieurs fois de ses cendres ».
« Dans les actes flamands, on l'appelle toujours den Wolff, le Loup et non pas au féminin, de Wolvinne ».

## Historique
La « Maison de la Louve » a été bâtie comme ses voisines sur l'ancien domaine des Serhuyghs.
Cette maison en bois (qui apparaît sur une gravure de 1594) est acquise par le Serment des Archers au début du XVIIe siècle : en 1614, le Serment reconstruit la maison car elle tombait en ruines de vétusté et il la dote d'une façade en pierre,,. 
La maison de pierre est détruite une première fois par un incendie dans la nuit du 11 au 12 octobre 1690, et réédifiée par l'architecte et peintre Pierre Herbosch en 1691,, date attestée par le chronogramme inscrit sur le pignon, sous la statue du Phénix renaissant de ses cendres :
CoMbUsta InsIgnIor ResUrreXI EXpensIs SebastIanæ gULDæ, (= 1691)
Consumée, je me relève plus belle, aux frais de la guilde de Saint-Sébastien
Elle est détruite une seconde fois lors de la destruction des maisons de la Grand-Place durant le bombardement de Bruxelles par les troupes françaises de Louis XIV commandées par le maréchal de Villeroy en août 1695.
La maison est reconstruite en 1696, avec un nouveau chronogramme :
stVpes qVoD tertIo CInIs gLorIosIor eXVrgo, phoenIX sVM,  (= 1696)
Vous vous étonnez que je renaisse pour la troisième fois de mes cendres ; je suis le Phoenix.
Le décor sculpté (phénix et statues), attribué à Marc De Vos, est détruit par les sans-culottes en 1793, sauf le haut-relief représentant Romulus et Rémus allaités par la louve qui échappe à leurs destructions,,. 
Le Phénix est replacé en 1852 par Ed. Marchant.
Une restauration générale de la maison est menée en 1890-1892 par Victor Jamaer, architecte de la ville de Bruxelles : cette restauration rétablit l'état de la maison telle qu'elle était en 1691, et rétablit donc le chronogramme de 1691, que l'on peut encore voir à l'heure actuelle.

Les deux destructions successives de la Louve, en 1690 et 1695
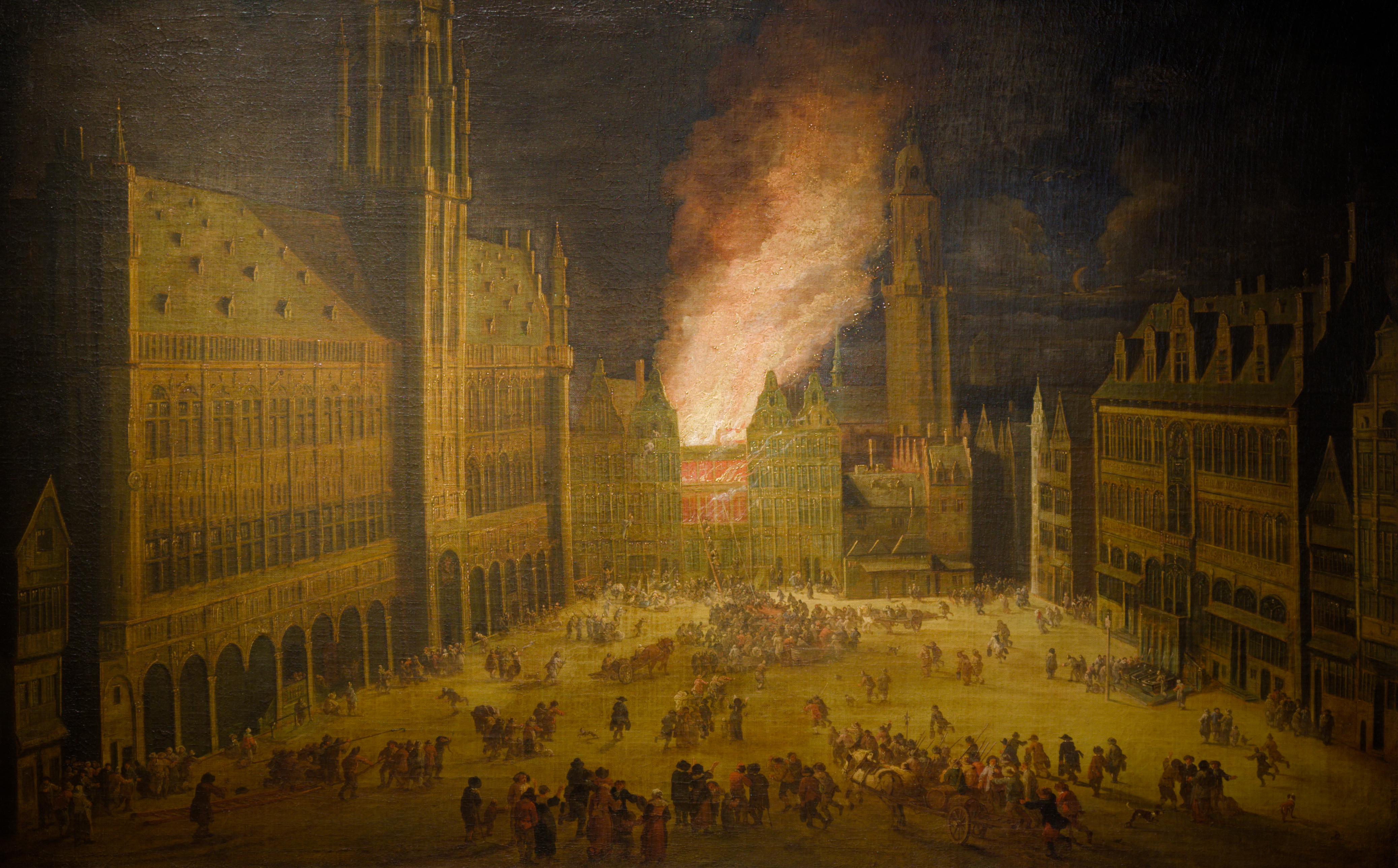
Incendie de la Louve en 1690 (par Théodore Van Heil, Musée de la Ville de Bruxelles).
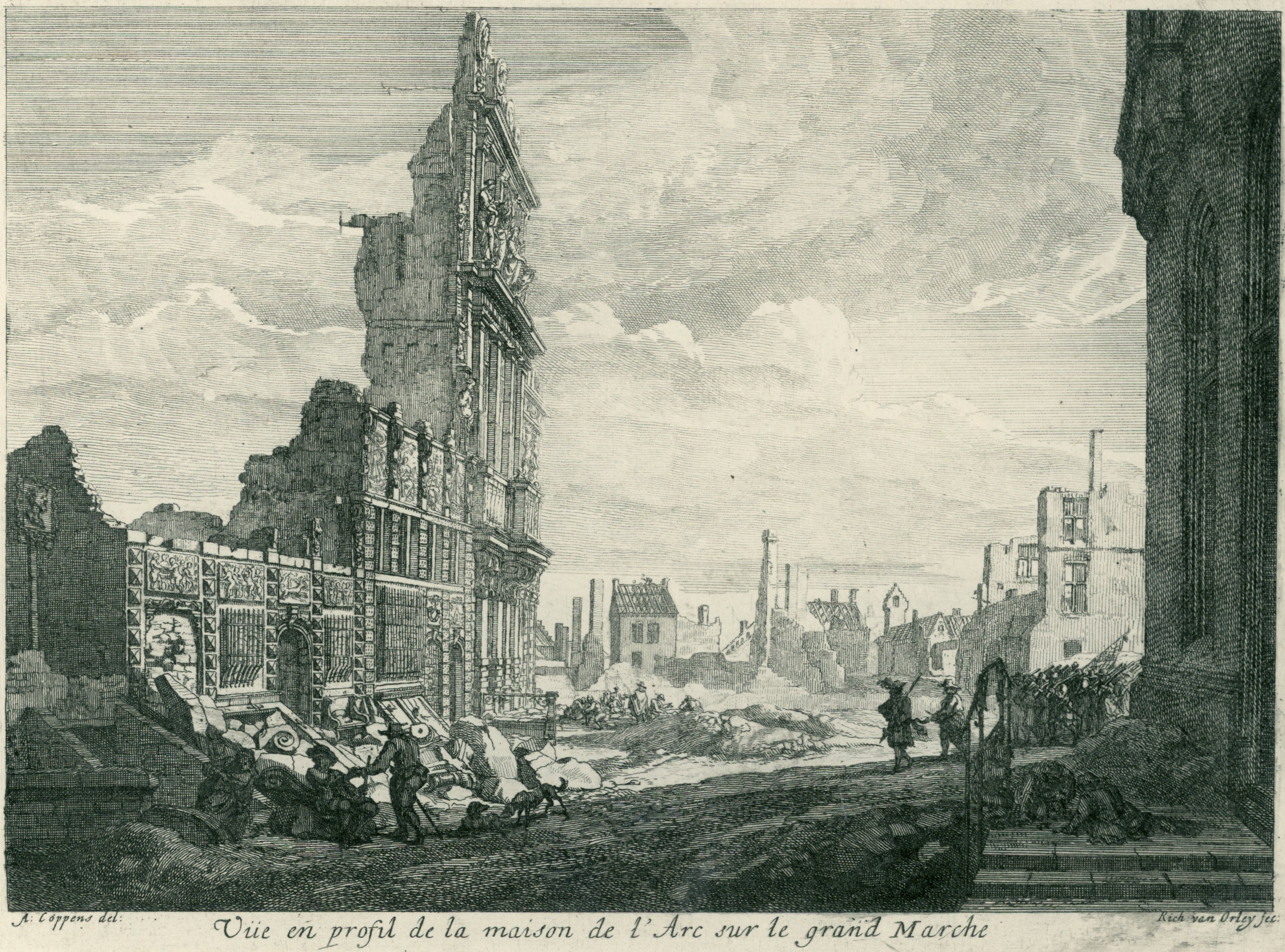
Perspectives des ruines de la ville de Bruxelles en 1695 après le bombardement de Bruxelles par les troupes françaises du maréchal de Villeroy (par Richard van Orley d'après Augustin Coppens, Rijksmuseum, Amsterdam).

## Classement

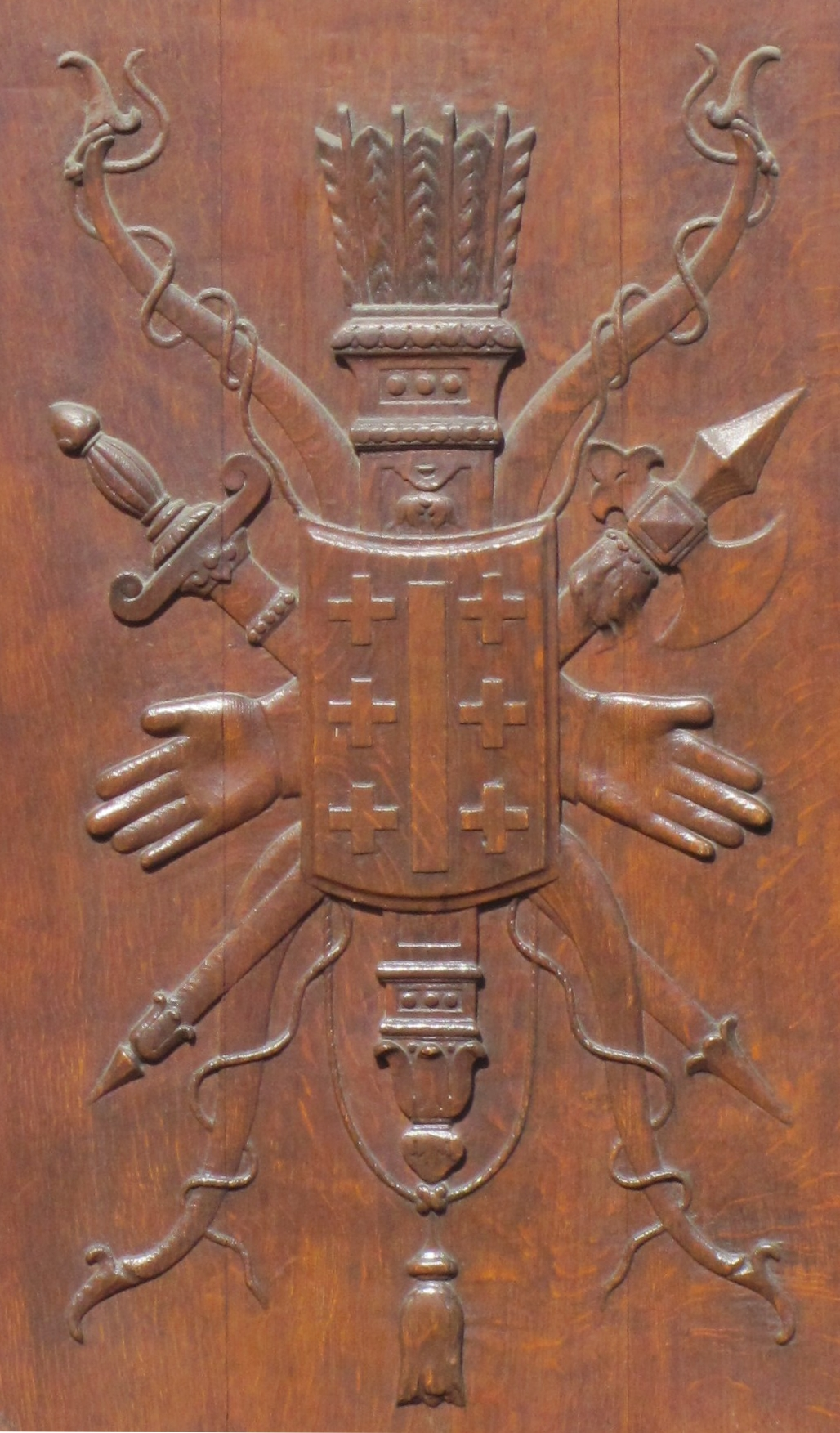
Attributs des archers sur la porte.

Les façades et les toitures de toutes les maisons qui bordent la Grand-Place font l'objet d'un classement au titre des monuments historiques en tant qu'ensemble depuis le 19 avril 1977 sous la référence globale 2043-0065/0.
Le classement a été étendu à d'autres parties du bâtiment le 7 novembre 2002, sous la référence 2043-0065/005.

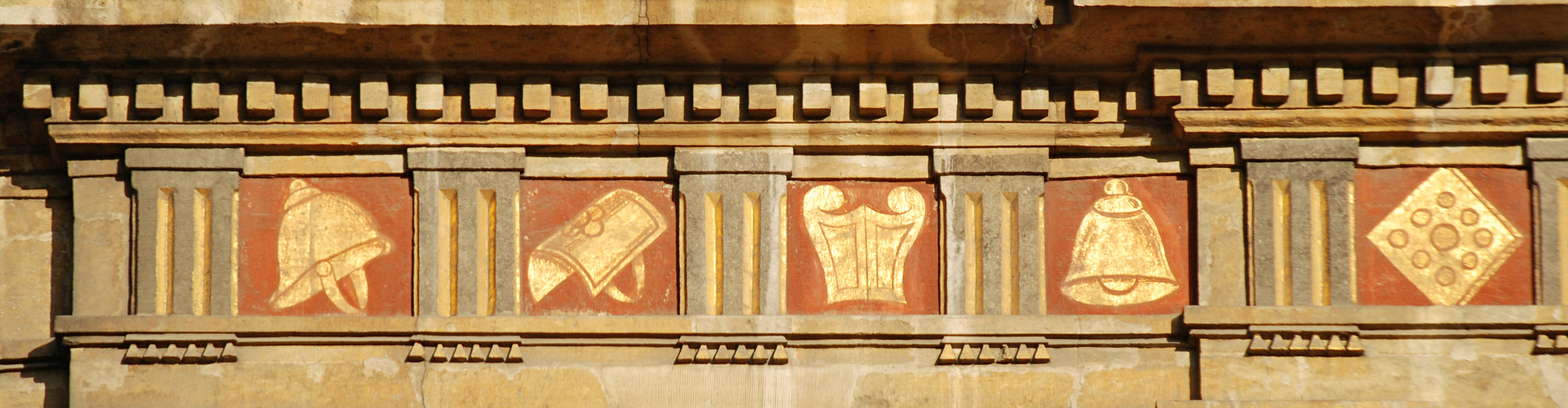
Frise de triglyphes et de métopes faisant allusion aux archers.

## Architecture

### États successifs de la maison de la Louve
La maison de pierre a donc connu quatre états successifs :
- 1614 : remplacement de la maison en bois initiale par une maison avec façade de pierre ;
- 1691 : reconstruction après l'incendie de 1690 ;
- 1696 : reconstruction après « le grand désastre de 1695 »[5] ;
- 1892 : reconstitution de l'état de 1691 par Victor Jamaer, architecte de la ville de Bruxelles.

L'état que nous connaissons maintenant est donc celui de 1691, reconstitué par Jamaer en 1892. Mais ce n'est pas celui qu'a connu le dessinateur Ferdinand-Joseph Derons, auteur en 1727 d'une série de cinq aquarelles représentant l'ensemble des maisons de la Grand-Place de Bruxelles. Sur le dessin reproduit ci-dessous, figurant la maison de la Louve et ses voisines, on voit clairement que le couronnement de la Louve (troisième maison à gauche) ne comporte pas sous le Phénix le fronton triangulaire d'Apollon tuant le serpent Python, réalisé par Marc De Vos en 1691 et reconstitué en 1891-1892 par Jos Pollard durant la restauration menée par Jamaer.
L'état que nous connaissons n'est pas non plus celui qu'a connu Alphonse Wauters, important historien bruxellois du XIXe siècle et directeur des Archives de la Ville de Bruxelles, qui est pourtant cité comme source dans le présent article : dans sa Notice historique sur les anciens sermens ou gildes d'arbalétriers, d'archers, d'arquebusiers et d'escrimeurs de 1848, Wauters explique avoir basé sa description de la maison de la Louve sur « une gravure du temps, publiée chez Gilles Stryckwant, imprimeur ordinaire des États de Brabant ».

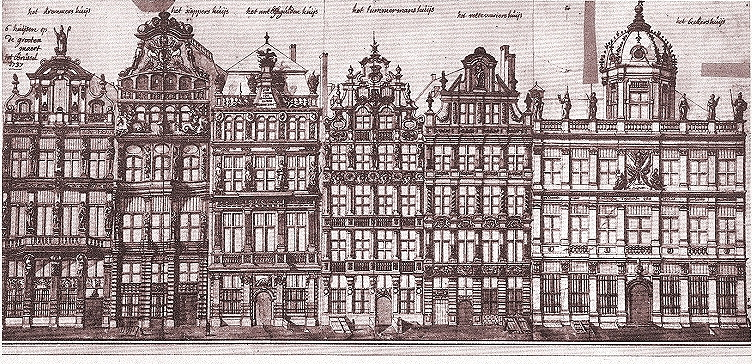
La maison de la Louve (troisième à gauche) et ses voisines. Dessin de Ferdinand-Joseph Derons (1727).
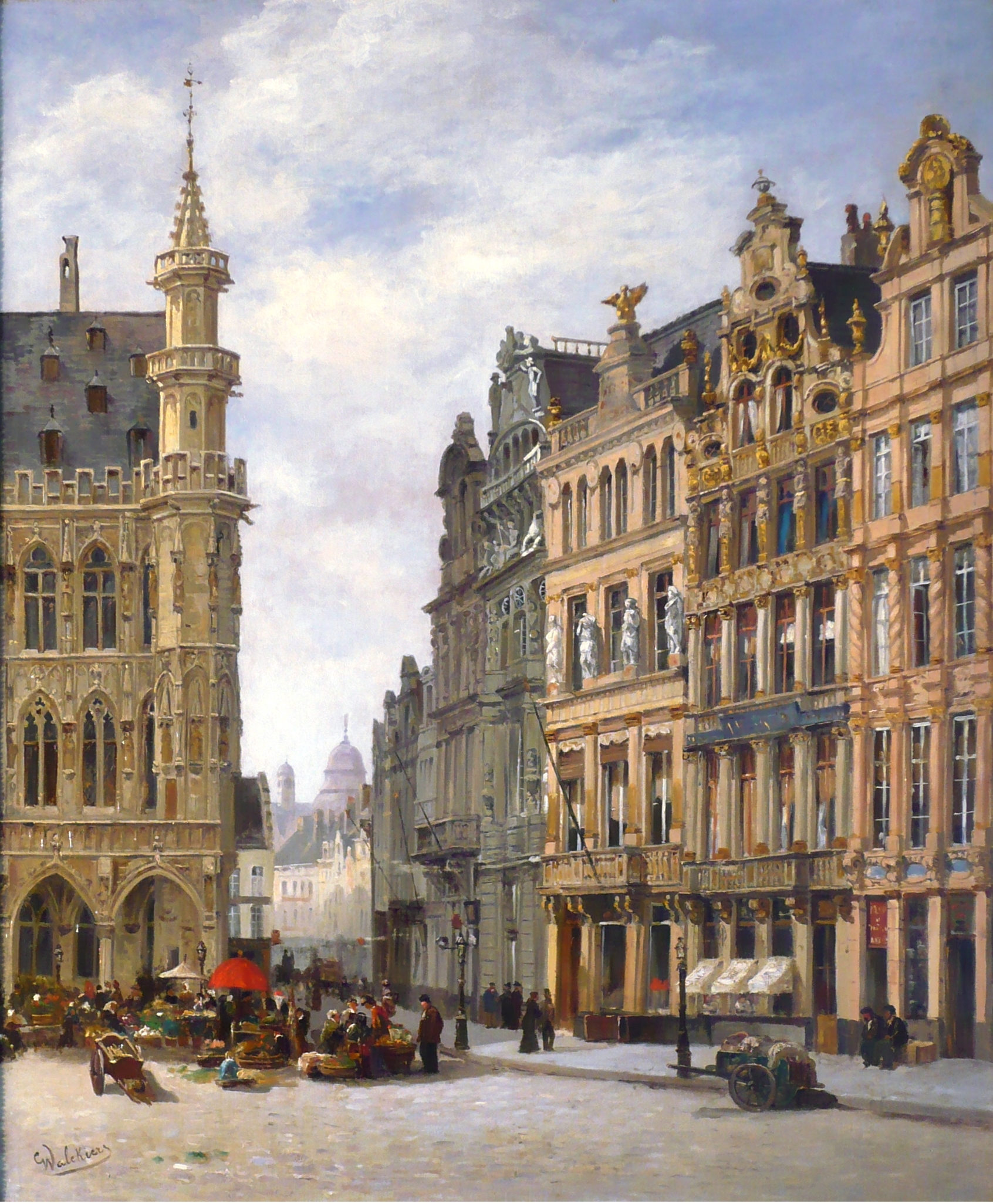
Les maisons du Renard, du Cornet, de la Louve, du Sac et de la Brouette sur un tableau de Gustave Walckiers (vers 1880).

### Rez-de-chaussée
La « Maison de la Louve », édifiée en pierre de taille, présente une façade composée de trois travées.
Le rez-de-chaussée est divisé en trois parties par quatre pilastres d'ordre dorique. Les grilles forgées des portes latérales portent les monogrammes de saint Antoine et saint Sébastien, patrons des archers. 
La porte d'entrée centrale, édifiée en pierre de taille blanche, possède deux pilastres toscans et un arc en plein cintre orné d'une belle clé de voûte. 
Au-dessus de la porte, un haut-relief sculpté par Marc De Vos représente Romulus et Rémus allaités par la louve. Ce haut-relief a échappé en 1793 aux destructions des sans-culottes qui ont détruit le reste du décor sculpté (phénix et statues) attribué à Marc De Vos,,.
Sur les côtés de ce groupe sculpté, dans la partie supérieure des pilastres qui soutiennent le balcon, on aperçoit l'écusson du serment des Archers avec ses cinq croix d'inégale grandeur.

Rez-de-chaussée
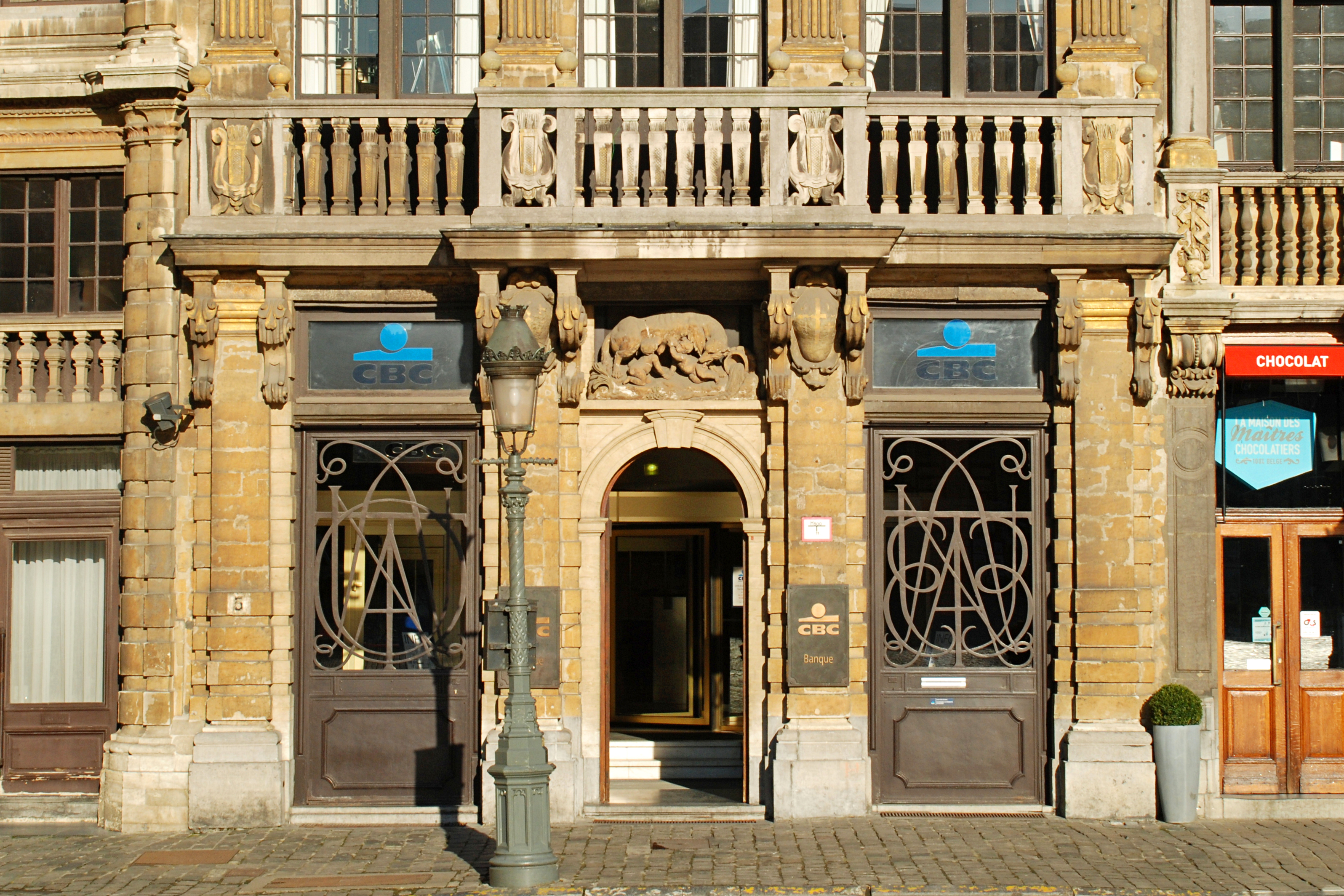
Rez-de-chaussée.
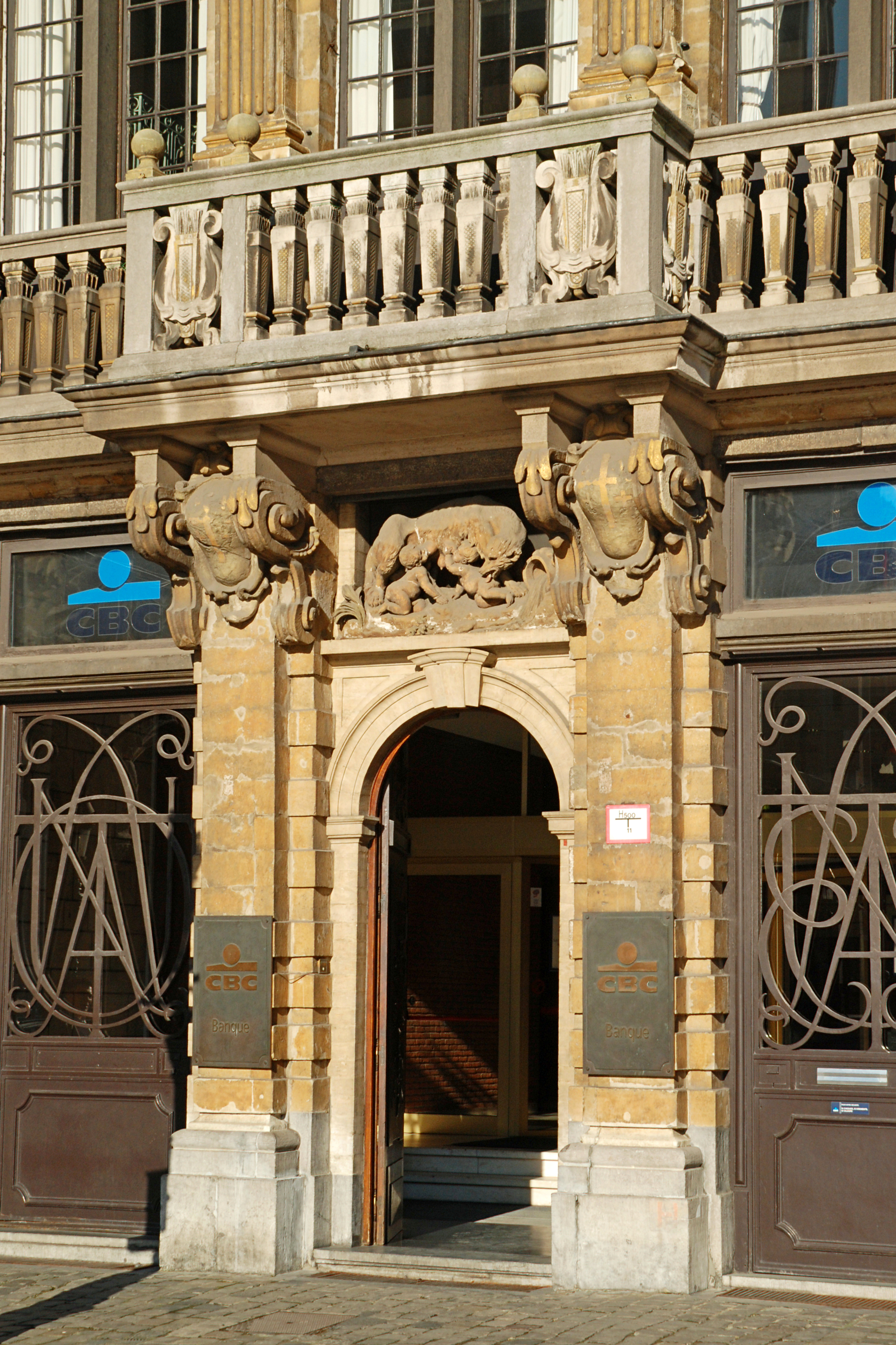
Porte d'entrée.
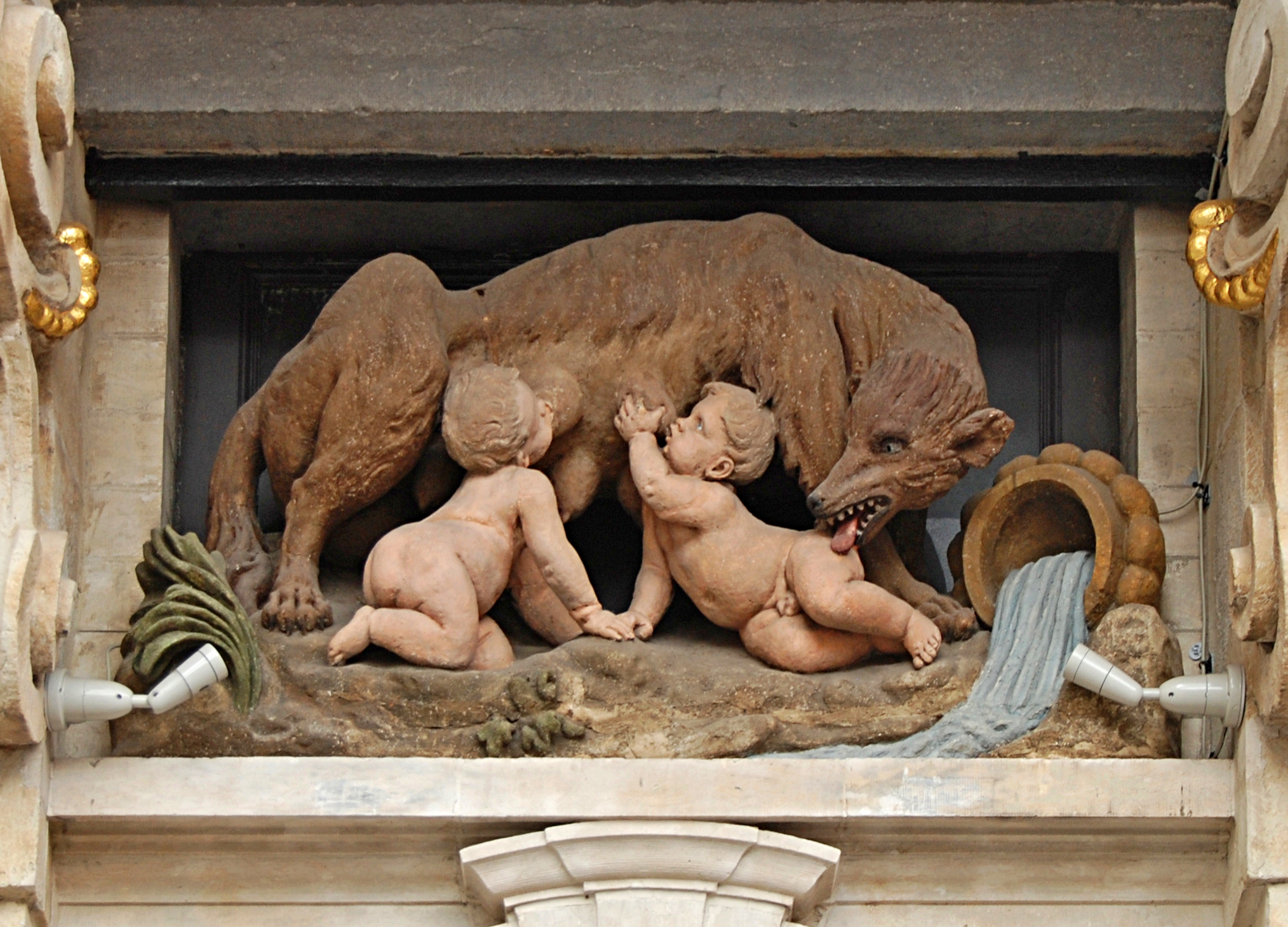
Haut-relief de Marc De Vos représentant Romulus et Rémus allaités par la louve.
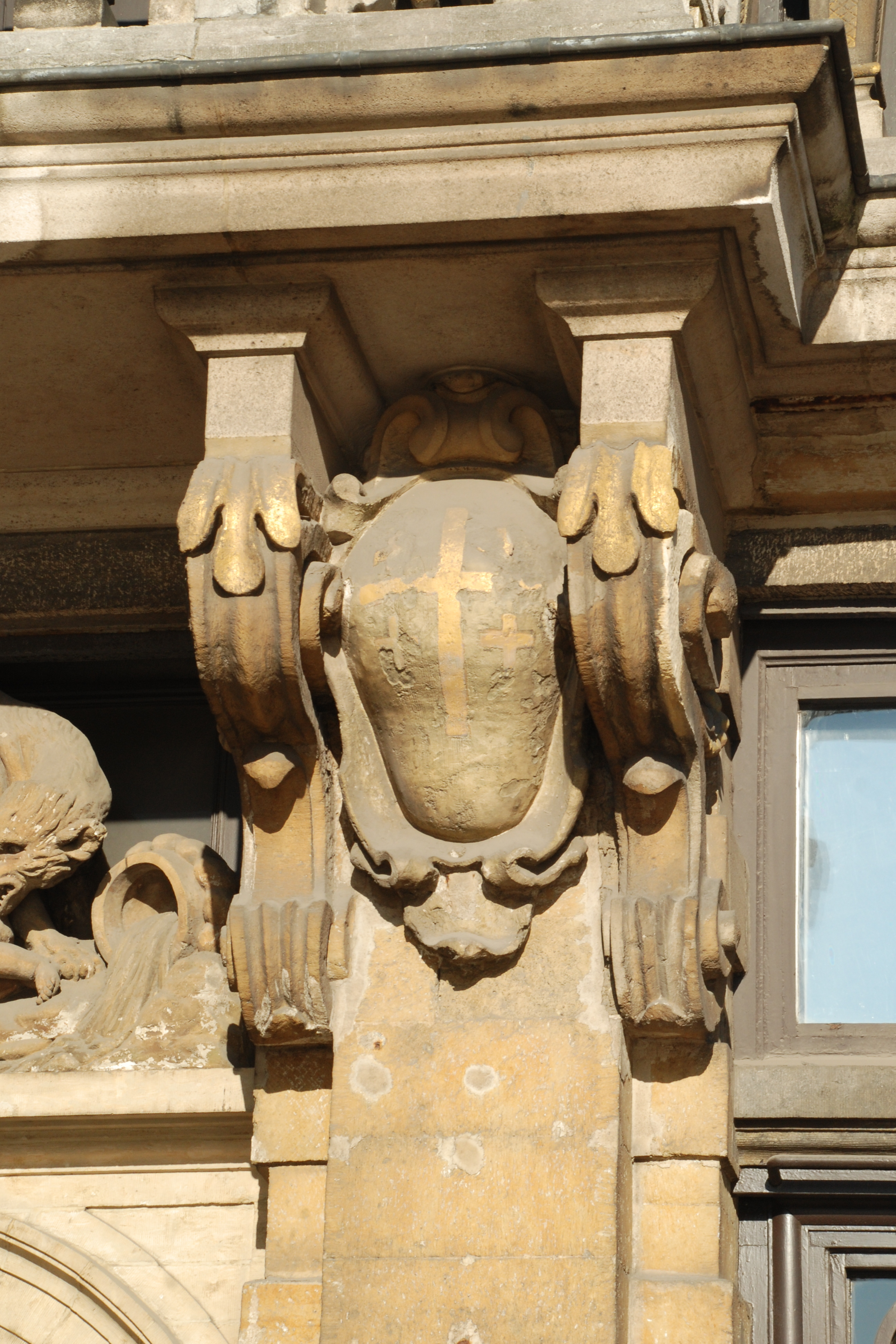
Écusson du serment des Archers.

### Premier étage
Le premier étage possède un balcon orné de carquois et de flèches, soutenu par de belles consoles à volutes sur lesquels on aperçoit, comme il a été dit plus haut, l'écusson du serment des Archers avec ses cinq croix d'inégale grandeur.
Cet étage est percé de grandes fenêtres à croisée séparés par de grands pilastres cannelés dont le fût est orné de rudentures jusqu'au tiers de la hauteur.
Les chapiteaux toscans de ces pilastres supportent un entablement à l'antique dont l'architrave présente une alternance de triglyphes à gouttes et de métopes ornées de sgraffites rouge et or figurant des attributs des archers (casques, cuirasses et boucliers).

Premier étage
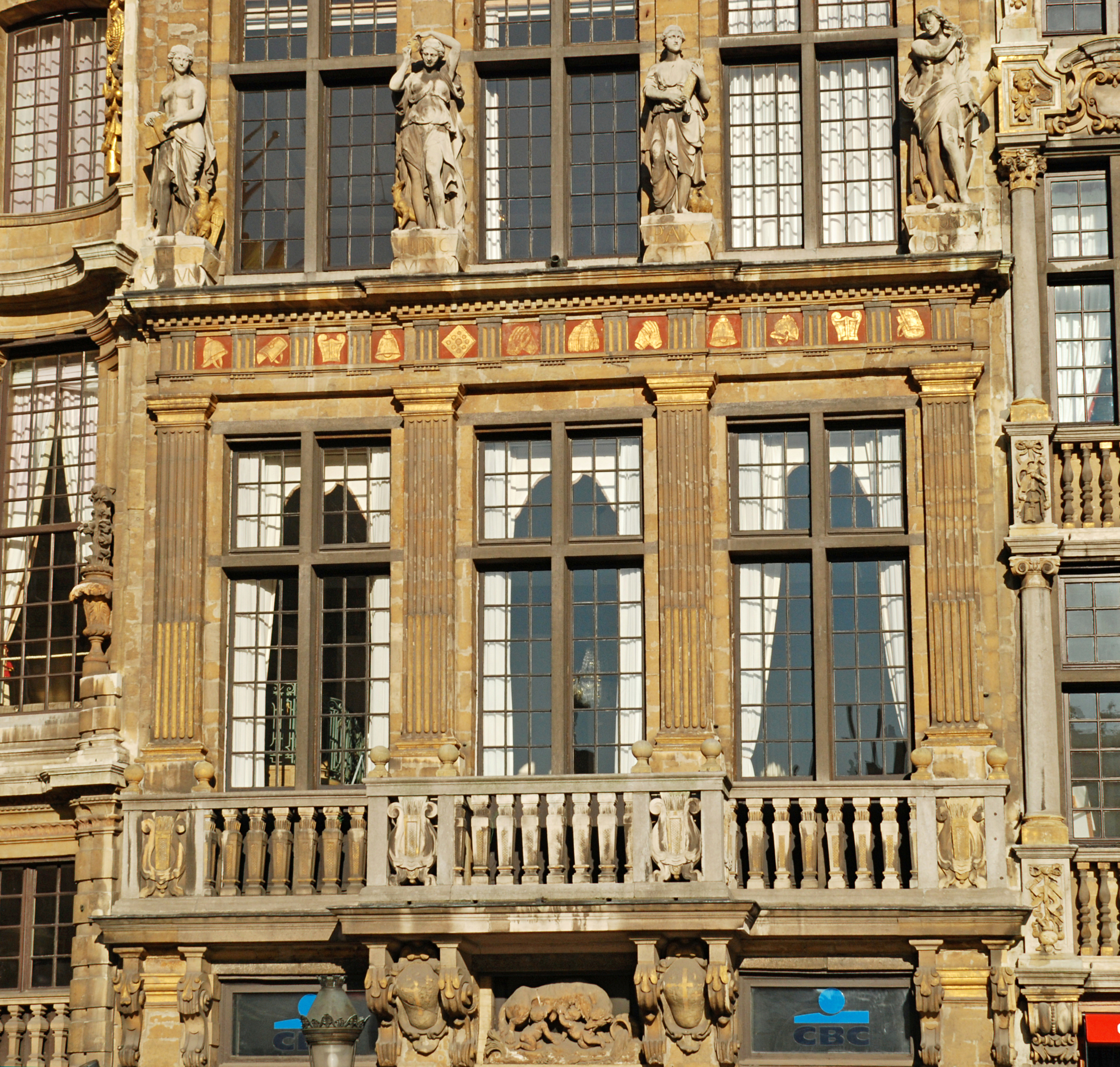
Premier étage.
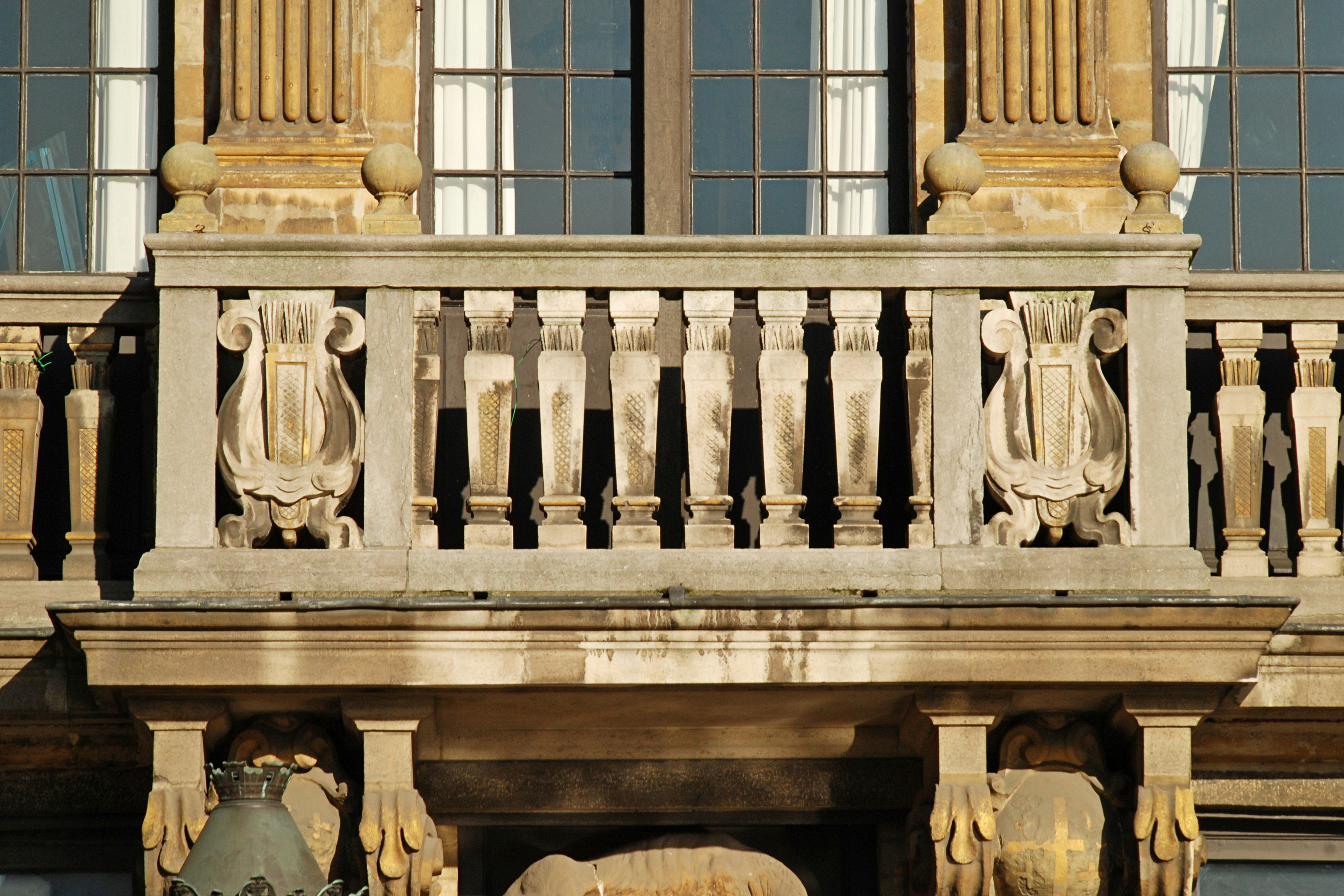
Balcon du premier étage.
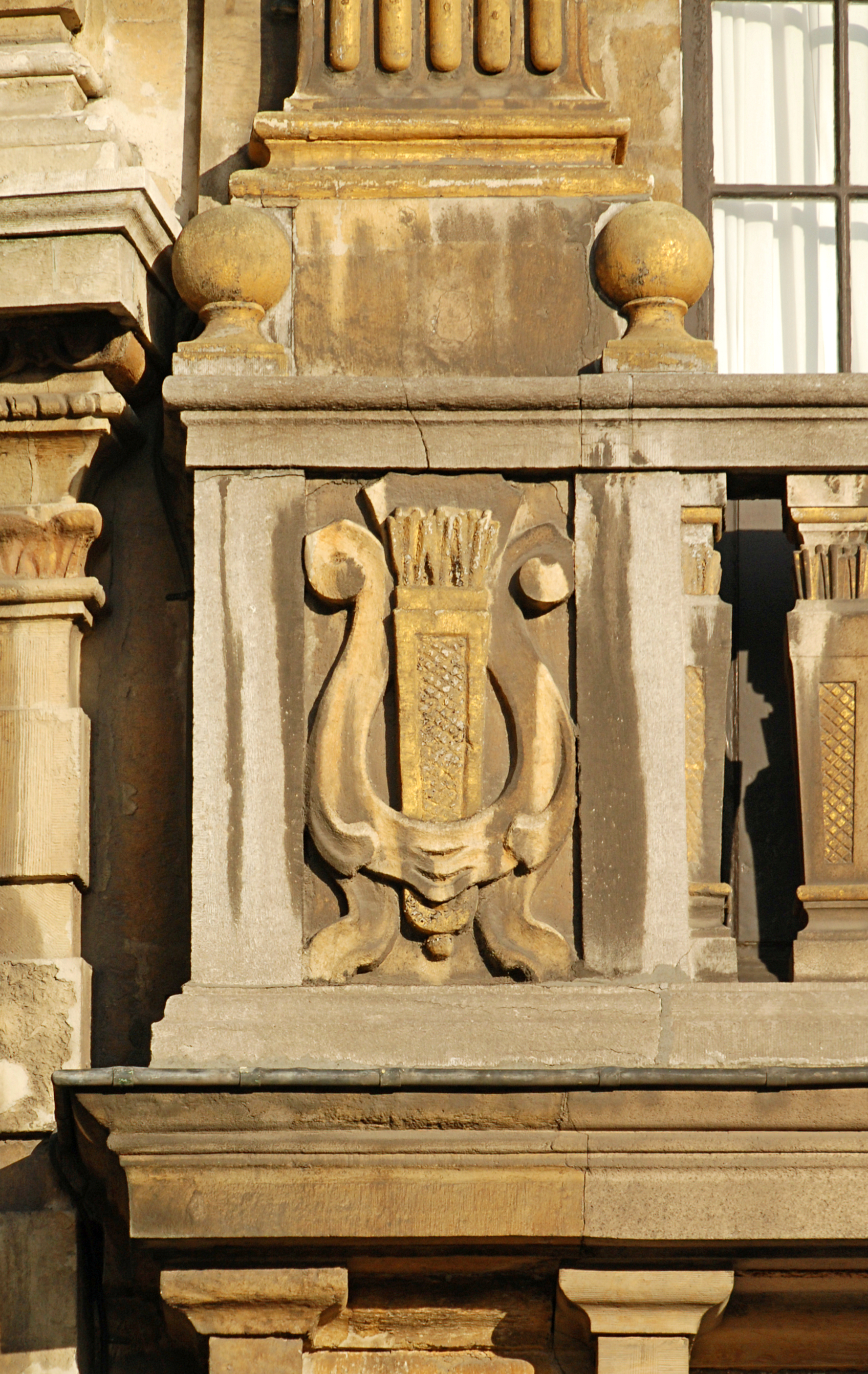
Carquois ornant le balcon.

### Deuxième étage
Au deuxième étage, les fenêtres à meneaux sont séparées par des pilastres à chapiteaux ioniques supportant un entablement à l'antique dont l'architrave porte une inscription latine. Ces pilastres sont précédés de quatre allégories, :
- la Vérité, par Auguste Braekevelt ;
- le Mensonge, par Julien Boudewyn ;
- la Paix, par Godefroid Vanden Kerckhove ;
- la Discorde, par Égide Aertsens.

« Les caractères de ces œuvres sont indiqués par le livre, le masque, la colombe et deux chiens hargneux ; ils sont encore amplifiés par les inscriptions suivantes », gravées sur les socles des statues et sur l'entablement qui les surplombe.
Ces inscriptions placées en dessous et au-dessus des statues peuvent se comprendre comme suit, selon Meirsschaut et Wauters, :
- Hic Verum, Firmamentum Imperii : Ici la Vérité, affermissement de l'Empire ;
- Hinc Falsum, Insidiae Status : Arrière le Mensonge, péril de l'État ;
- Pax Sit, Salus Generis Humani : Vivons en paix, salut du genre humain ;
- Discordia Longe, Eversio Reipublicae : Éloignons la Discorde, ruine de la République (ou ruine des affaires publiques).

Deuxième étage
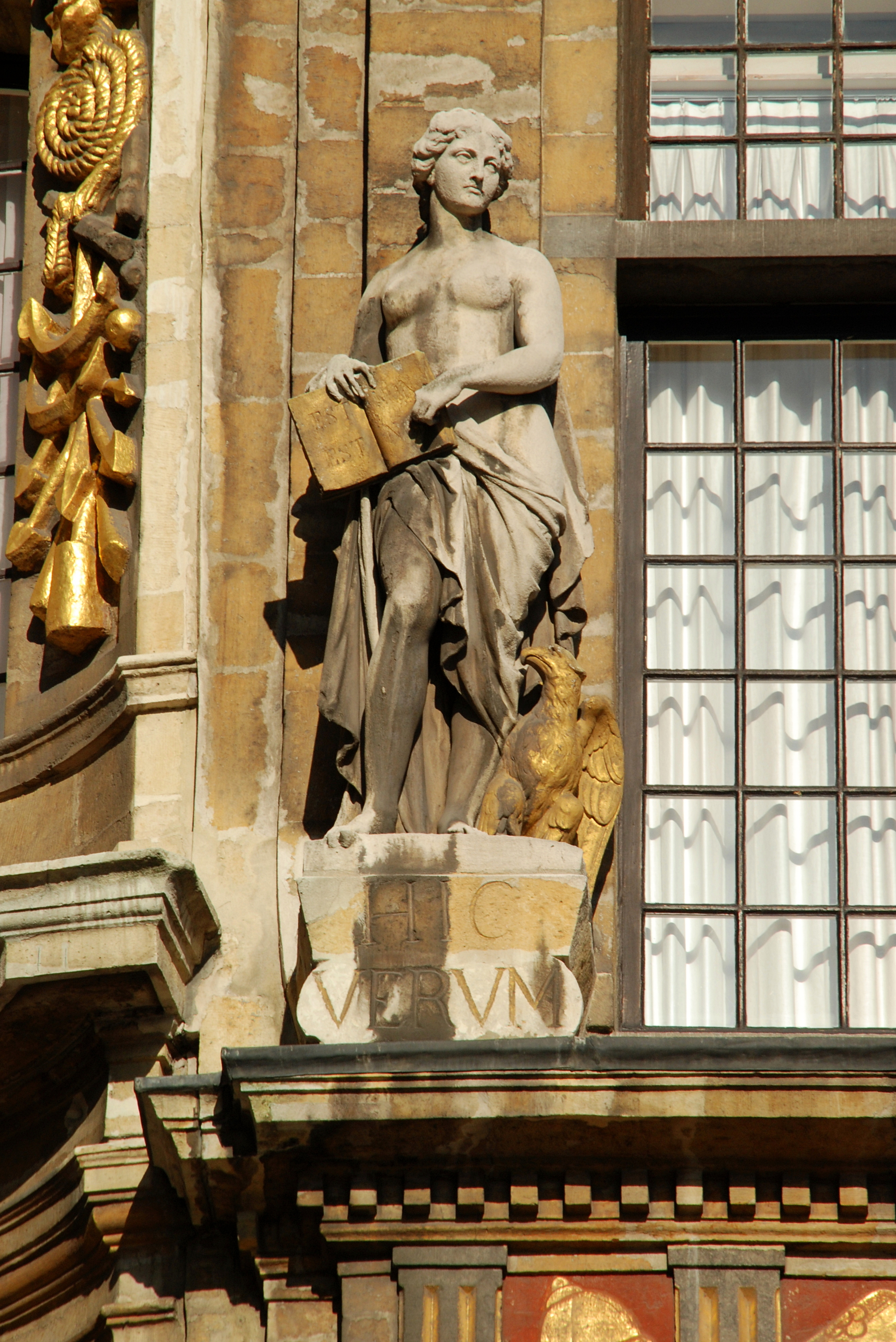
Allégorie de la Vérité.
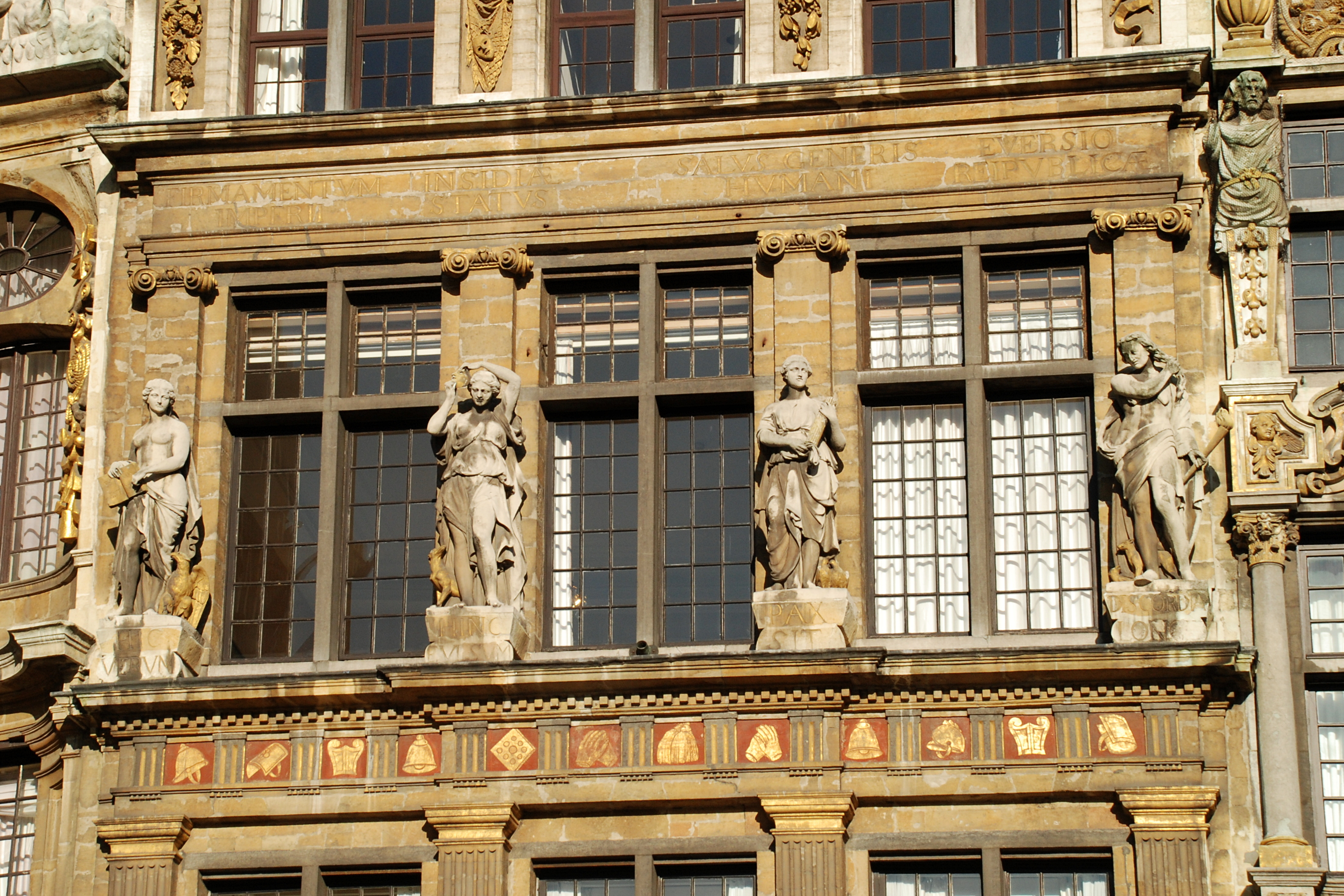
Allégories de la Vérité, le mensonge, la Paix et la Discorde.
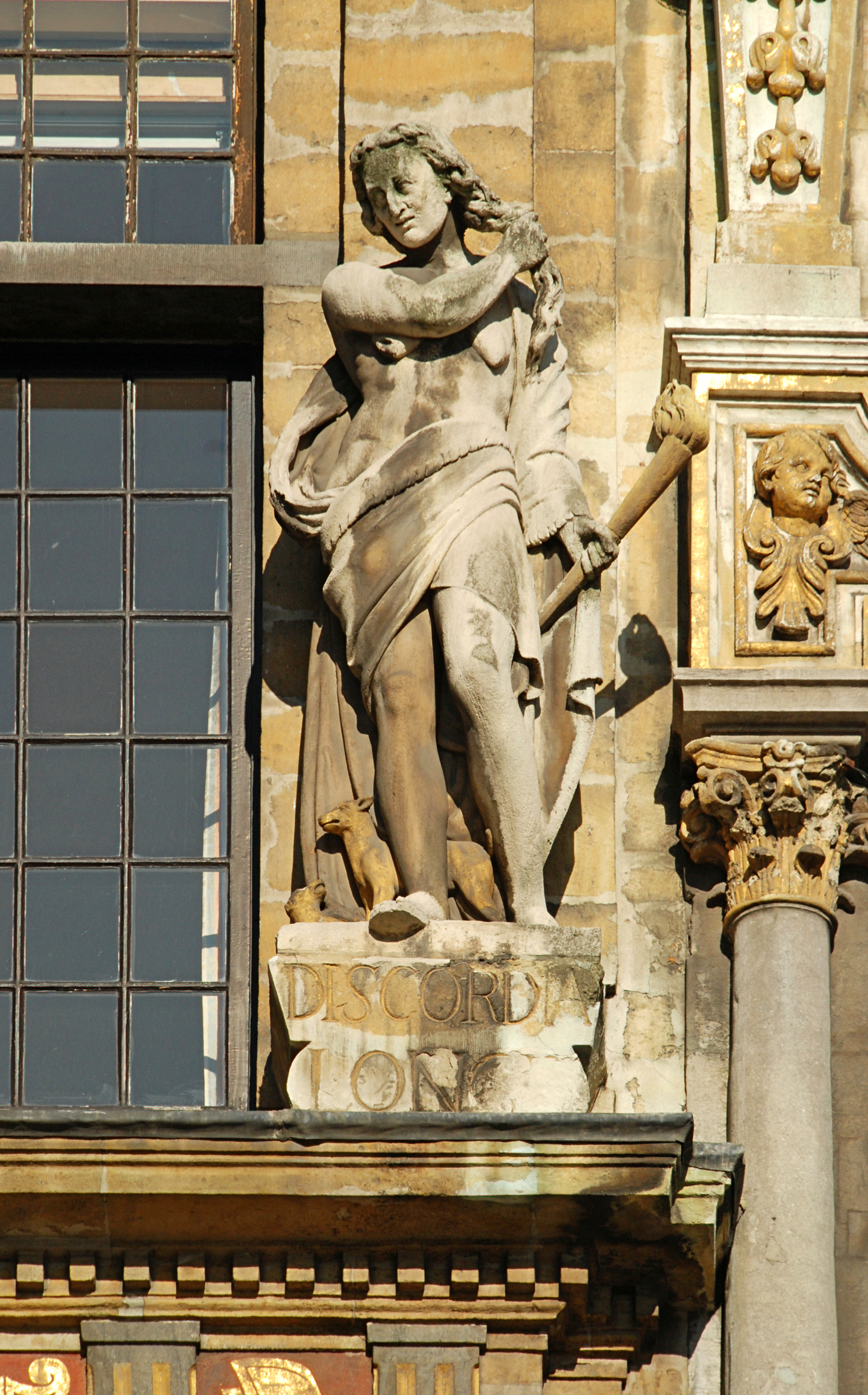
Allégorie de la Discorde.

### Troisième étage
Le troisième étage est orné de quatre médaillons figurant les « portraits d'empereurs romains, par J.Hérain »,.
La vertu ou le vice attribué(e) à chacun de ces personnages est illustré(e) par le panneau en bronze doré orné de sculptures allégoriques situé sous son portrait, :
- Trajanus, ami de la vérité : la Lumière (soleil, tournesol) ;
- Tiberius, le fourbe : la Perfidie (masque, oiseau enfermé dans une cage, filet employé par les oiseleurs) ;
- Caesar Augustus, le poétique : le rameau de la Paix enlaçant le globe terrestre ;
- Julius Caesar, le séditieux : un cœur embrasé par deux torches embrasées.

Selon Alphonse Wauters (1848), « Quand on considère l'abîme de misère dans lequel l'ardeur belliqueuse de Louis XIV avait alors plongé notre pays, on voit dans cette composition un anathème lancé contre la guerre, une aspiration énergique vers la pais et la tranquillité ».

Troisième étage
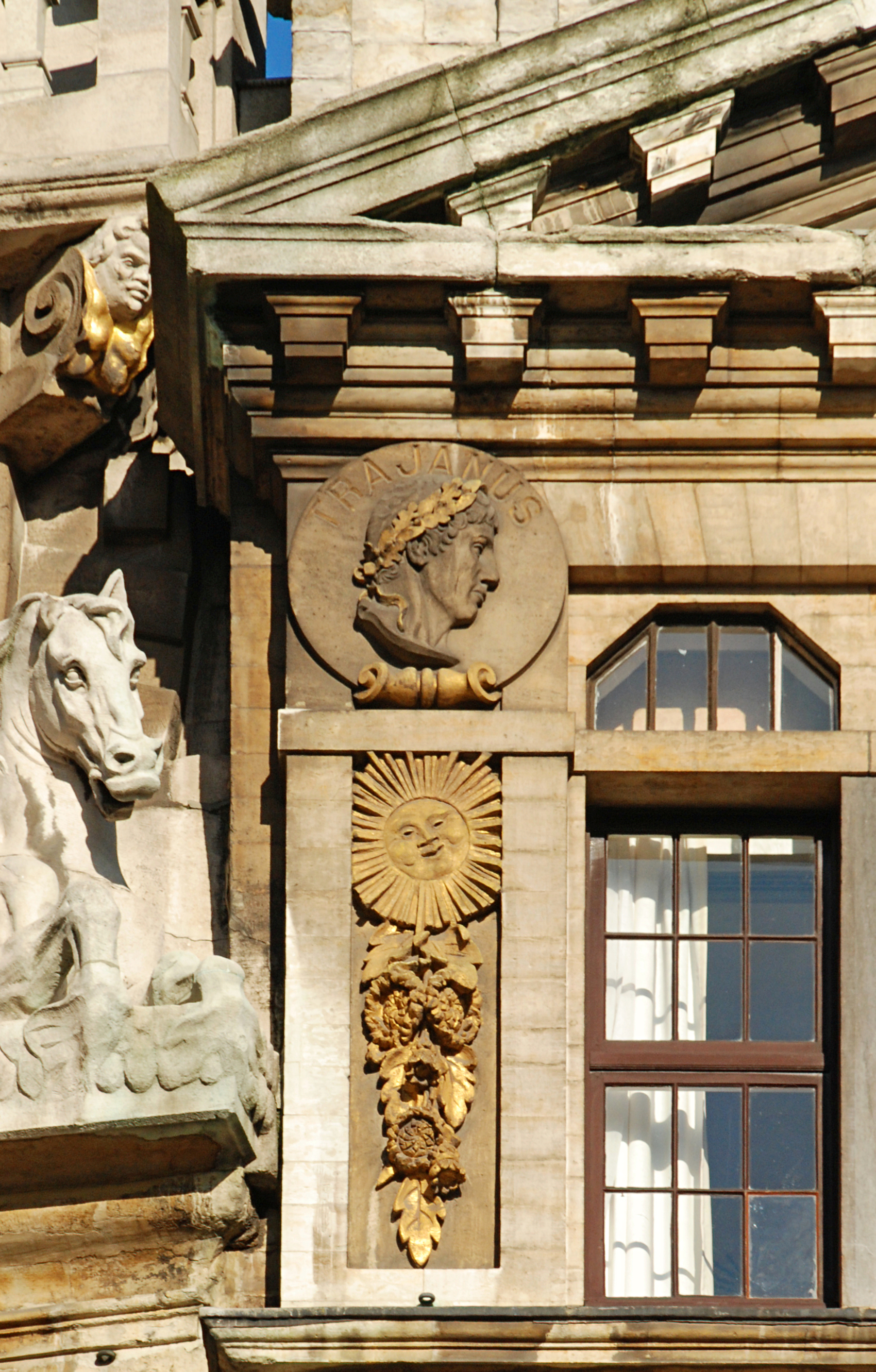
Médaillon à l'effigie de Trajan.
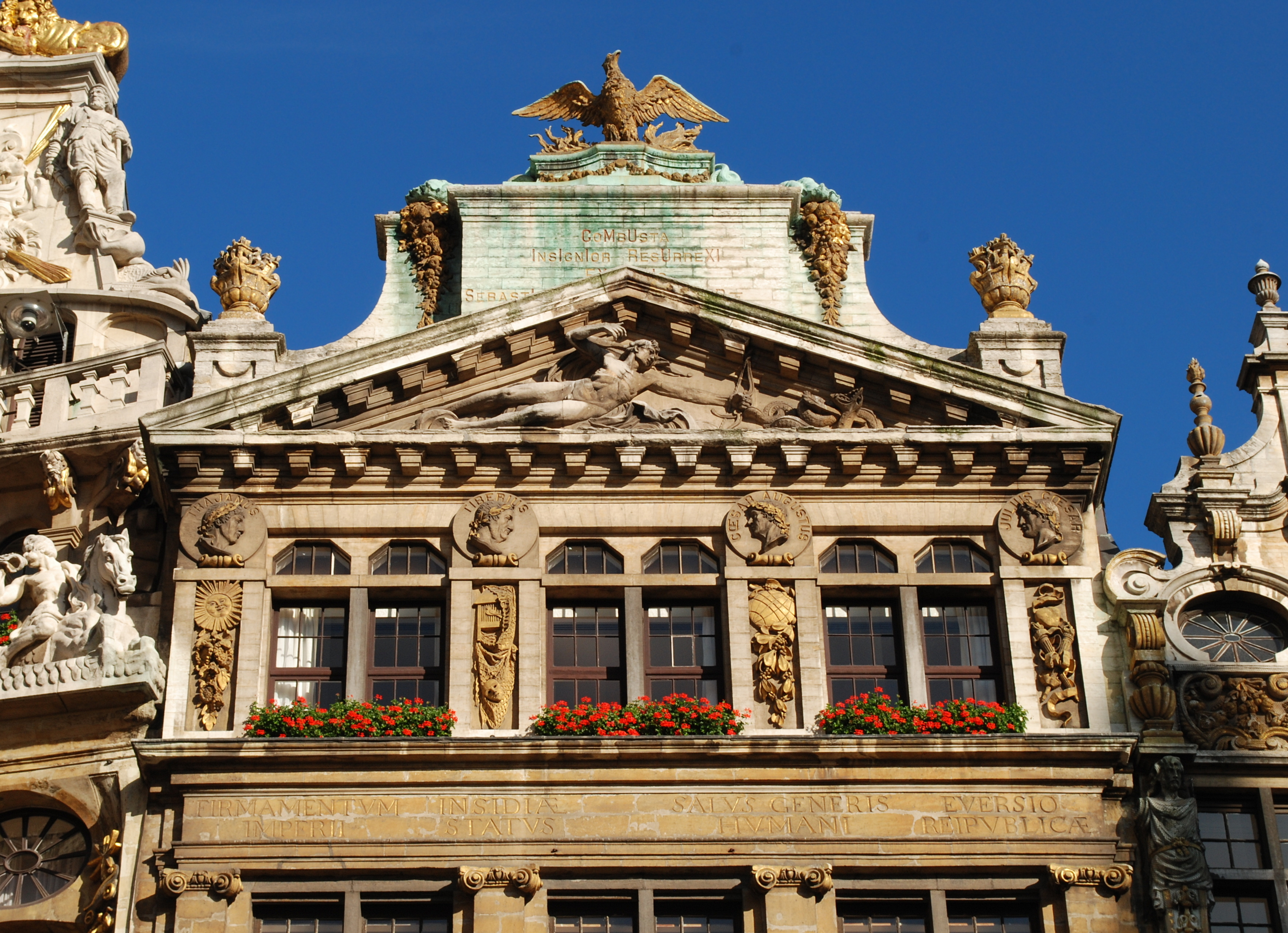
Le fronton représentant Apollon tuant le Python et le pignon portant le Phénix et le chronogramme.
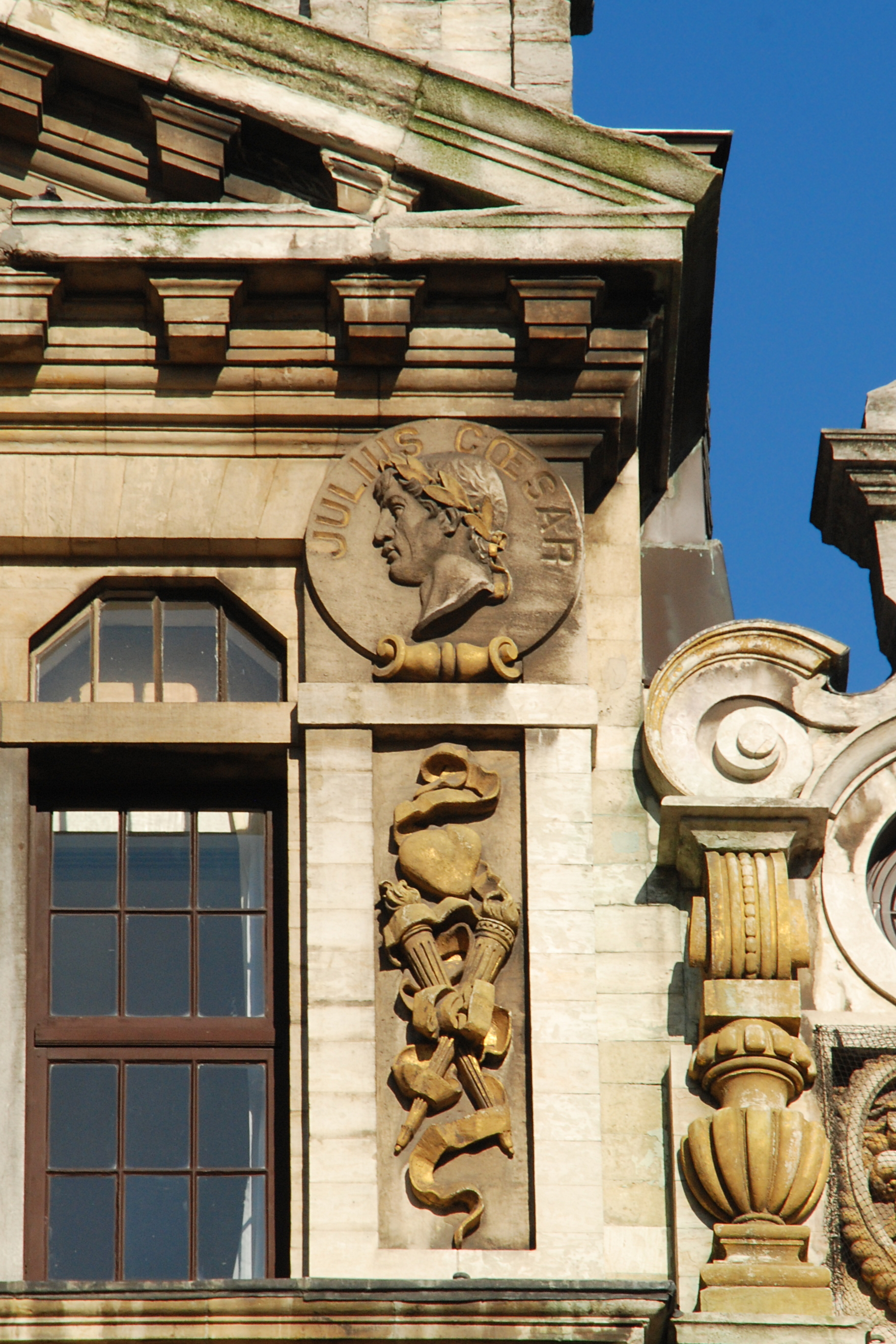
Médaillon à l'effigie de Jules César.

### Fronton et pignon

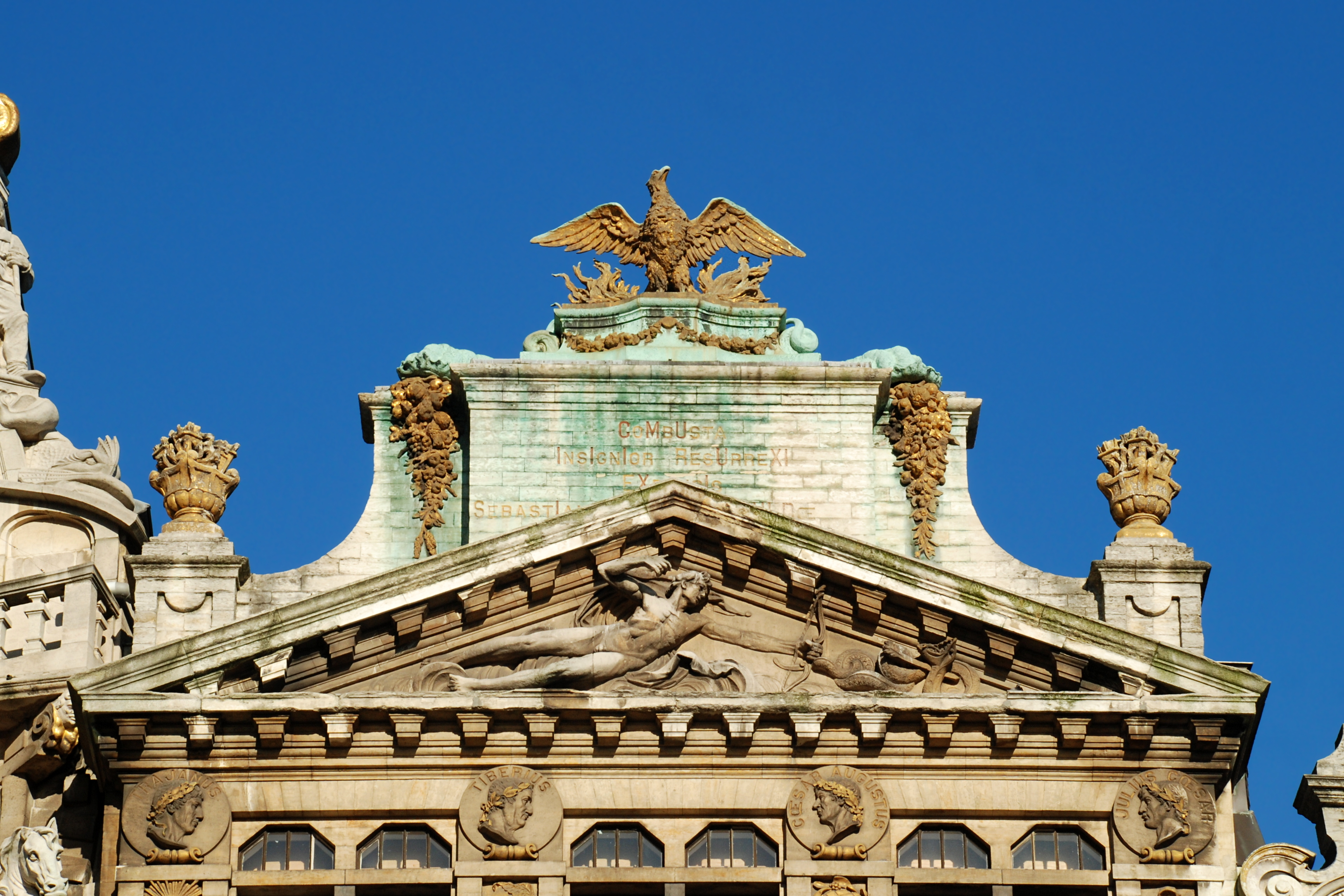
Le fronton et le pignon surmonté du Phénix.

La façade est couronnée par un fronton triangulaire, œuvre exécutée en 1891-1892 par Jos Pollard d'après l'œuvre originale de Marc De Vos, représentant Apollon tuant à coups de flèches le serpent Python, qui avait cent têtes et cent bouches vomissant des flammes. Sur ce bas-relief, qui fut le premier qu'ait possédé Bruxelles, on voit « Apollon venant de percer de sa flèche le serpent Python. Dans une position pleine de grâce et de noblesse, le bras gauche encore étendu, le bras droit ramené au-dessus de la tête, le divin archer contemple les dernières convulsions du monstre d'un œil fier et tranquille ».
Ce fronton porte un pignon surmonté du Phénix renaissant de ses cendres et surgissant des flammes, symbole de la reconstruction de la maison en 1691 après l'incendie de 1690, comme l'indique le chronogramme évoqué plus haut  :
CoMbUsta InsIgnIor ResUrreXI EXpensIs SebastIanæ gULDæ, (= 1691)
Consumée, je me relève plus belle, aux frais de la guilde de Saint-Sébastien
Ce Phénix est l'œuvre de God. Vanden Kerckhove, également d'après l'œuvre originale de Marc De Vos. Les guirlandes de fleurs et de fruits, en bronze, sont également de Vanden Kerckhove.
Chacune des extrémités de la composition est ornée d'un vase doré d'où sortent des flammes et des faisceaux de flèches.